# ليوناردو بافوليتي
ليوناردو بافوليتي (بالإيطالية: Leonardo Pavoletti)‏ (26 نوفمبر 1988 إيطاليا - ) هو لاعب كرة قدم إيطالي، يلعب كمهاجم.

## وصلات خارجية
- ليوناردو بافوليتي على موقع الاتحاد الأوربي (الإنجليزية)
- ليوناردو بافوليتي على موقع قاعدة بيانات كرة القدم.إي يو (الإنجليزية)
- ليوناردو بافوليتي على موقع ناشيونال فوتبول تيمز (الإنجليزية)
- ليوناردو بافوليتي على موقع Soccerway.com (الإنجليزية)
- ليوناردو بافوليتي على موقع عالم كرة القدم.نت (الإنجليزية)
- ليوناردو بافوليتي على موقع AS.com (الإسبانية)